# Helga Stevens
Helga Maria Augusta Stevens (Sint-Truiden, 9 augustus 1968) is een doofgeboren Belgisch politica voor de N-VA.

## Biografie
Ze volgde aanvankelijk school voor buitengewoon onderwijs in het Koninklijk Instituut voor Doven en Spraakgestoorden (KIDS) te Hasselt. Met steun van school en familie stapte ze op haar tiende terug over naar het gewoon lager onderwijs, en was zo een van de eerste leerlingen in het Geïntegreerd onderwijs. Daarna rondde ze met succes de oude humaniora af.
In 1987-1988 bracht ze een jaar door in Saint Louis, Missouri, Verenigde Staten, als uitwisselingsstudente. Hier kwam ze onder andere in aanraking met een dove advocate. In 1993 behaalde Stevens als eerste dove in België een licentiaatsdiploma in de rechten aan de Katholieke Universiteit Leuven. Daarna studeerde ze nog verder als Fulbright studente aan de Universiteit van Californië in Berkeley, waar ze een Master in de rechten behaalde.
Van 1994 tot 2011 werkte ze als advocate, eerst tot 2000 aan de balie van Brussel en daarna tot 2011 in Gent. Ze begon haar loopbaan als stagiair op een Brussels advocatenkantoor. In 1996 ging ze ook werken als projectleider en vanaf 1998 als algemeen secretaris voor de European Union of the Deaf (EUD). Van 2001 tot 2005 leidde ze de EUD als directrice en vanaf dan was ze tot 2007 voorzitter van de Raad van Bestuur.
Stevens kwam de eerste maal op bij de federale verkiezingen van 1999 op de Senaatslijst voor de toenmalige Volksunie. Ongeveer 10.000 voorkeurstemmen was voor een nieuwelinge boven alle verwachtingen. Bij de federale verkiezingen van 2003 (inmiddels bij de N-VA) haalde ze toen net te weinig stemmen om over de kiesdrempel te komen. Bij de Vlaamse verkiezingen van 2004 was Helga Stevens het boegbeeld van de N-VA in de kieskring Oost-Vlaanderen en zij werd op 13 juni 2004 verkozen tot Vlaams Parlementslid. Sindsdien nam het Vlaams Parlement enkele tolken Vlaamse Gebarentaal in dienst.
Met de verkiezingen van 8 oktober 2006 werd ze tevens verkozen als gemeenteraadslid in Gent. Ze zetelde er in de commissie Algemene Zaken. In juli 2007 werd ze door het Vlaams Parlement aangewezen als gemeenschapssenator.  Bij de verkiezingen van 7 juni 2009 was ze lijsttrekker voor het Vlaams Parlement in Oost-Vlaanderen en werd zij opnieuw verkozen. In de legislatuur 2009-2014 was ze in het Vlaams Parlement vast lid in de commissie Welzijn, Volksgezondheid, Gezin en Armoedebeleid en van 2009 tot 2011 vast lid van de commissie Economie, Innovatie, Wetenschapsbeleid, Werk en Sociale Economie.
Bij de federale verkiezingen van 13 juni 2010 had ze een plaats op de Senaatslijst van N-VA. Ze werd verkozen, maar verzaakte aan dit mandaat om Vlaams volksvertegenwoordiger te blijven. Ze bleef wel verder in de Senaat zitting hebben als gemeenschapssenator aangewezen door het Vlaams Parlement. Frank Boogaerts zetelde als haar opvolger ook in de Senaat. In de Senaat werd ze op 20 juli 2010 verkozen als derde ondervoorzitter en was daarmee opgenomen in het bureau en de voorzittersconferentie. Ze bleef zowel Vlaams volksvertegenwoordiger als gemeenschapssenator tot mei 2014. In het Vlaams Parlement zetelde Stevens van 2004 tot 2009 als toegevoegd lid en van 2009 tot 2014 als vast lid in de commissie Welzijn, Volksgezondheid en Gezin en verdedigde ze de belangen en noden van personen met een handicap, alsook integrale toegankelijkheid en gelijke kansen en gelijke behandeling op alle domeinen in de maatschappij. Ook het beleid rond de kinderopvang kon op haar belangstelling rekenen. In de Senaat zetelde ze in de commissie Justitie en hield ze zich daarnaast bezig met institutionele hervormingen en sociale zaken. 
Bij de verkiezingen van 25 mei 2014 stond ze op de Europese lijst voor N-VA. Ze werd verkozen en besloot daarop haar lokaal mandaat als gemeenteraadslid op te geven. Robin De Wulf volgde haar op. Stevens bleef er zetelen tot in 2019. In het Europees Parlement was ze lid van de commissie Burgerlijke Vrijheden, Justitie en Binnenlandse Zaken en zetelde ze van 2017 tot 2018 zetelde ze in de Bijzondere Commissie Terrorisme, waarbij ze een rapport opstelde waarin de lacunes in de bestrijding van terrorisme op nationaal en Europees niveau werden benoemd en concrete aanbevelingen werden gedaan om deze te verbeteren. Ook werkte ze intensief op de dossiers rond de coördinatie van de sociale zekerheid, sociale dumping, gelijke kansen, erkenning van gebarentaal, migratie en vluchtelingen en mensenrechten. Haar activiteiten bleven niet onopgemerkt; in 2017 werd ze door het tijdschrift Politico uitgeroepen tot een meest invloedrijke vrouwen in het Europees Parlement.
Bij de Vlaamse verkiezingen van mei 2019 stond Helga Stevens achtste op de Oost-Vlaamse N-VA-lijst. Ze raakte niet verkozen. Sinds 12 november 2019 mag ze zich ere-Vlaams volksvertegenwoordiger noemen. Die eretitel werd haar toegekend door het Bureau (dagelijks bestuur) van het Vlaams Parlement. In maart 2022 werd Stevens opnieuw gemeenteraadslid van Gent als tijdelijke vervangster van Elke Sleurs, die afwezig was om persoonlijke redenen. Deze tijdelijke vervanging bleef duren tot aan de lokale verkiezingen van oktober 2024, waarbij Stevens niet meer opkwam.   
In januari 2020 werd Stevens aangesteld tot algemeen directeur van Doof Vlaanderen, hetgeen ze bleef tot in november 2022. Sinds november 2022 is ze beleidsadviseur en coördinator van de directie-generaal Personen met een Handicap op de Federale Overheidsdienst Sociale Zekerheid.
Sinds 6 juni 2010 is ze ridder in de Leopoldsorde.

## Uitslagen verkiezingen
| Verkiezing                      | Kieskring              | Datum           | Lijst    | Plaats op lijst       | Voorkeursstemmen | Uitslag       | Partijuitslag binnen kieskring |
| ------------------------------- | ---------------------- | --------------- | -------- | --------------------- | ---------------- | ------------- | ------------------------------ |
| Vlaamse parlementsverkiezingen  | Oost-Vlaanderen        | 13 juni 2004    | CD&V NVA | 4e plaats             | 17.870           | 4e titularis  | 23,44 %                        |
| Gemeenteraadsverkiezing         | Gent                   | 8 oktober 2006  | CD&V NVA | 4e plaats             | 1.825            | 7e titularis  | 15,83 %                        |
| Federale parlementsverkiezingen | Oost-Vlaanderen        | 10 juni 2007    | CD&V NVA | 6e plaats             | 17.048           | niet verkozen | 26.70 %                        |
| Vlaamse parlementsverkiezingen  | Oost-Vlaanderen        | 7 juni 2009     | N-VA     | 1e plaats             | 15.856           | 1e titularis  | 11,33 %                        |
| Europese Parlementsverkiezing   | Vlaanderen             | 7 juni 2009     | N-VA     | 7e opvolger           | 13.934           | 3e opvolger   | 9,88 %                         |
| Gemeenteraadsverkiezing         | Gent                   | 14 oktober 2012 | N-VA     | Lijstduwer-51e plaats | 1.557            | 4e titularis  | 17,1 %                         |
| Provincieraadsverkiezing        | Provinciedistrict Gent | 14 oktober 2012 | N-VA     | Lijstduwer-12e plaats | 2.022            | 2e opvolger   | 20,2 %                         |
| Europese Parlementsverkiezing   | Vlaanderen             | 25 mei 2014     | N-VA     | 2e plaats             | 95.833           | 2e titularis  | 26,67 %                        |
| Gemeenteraadsverkiezing         | Gent                   | 14 oktober 2018 | N-VA     | 52e plaats            | 953              | 4e opvolger   | 12,1%                          |
| Vlaamse parlementsverkiezingen  | Oost-Vlaanderen        | 26 mei 2019     | N-VA     | 8e plaats             | 11.053           | niet verkozen | 22,2%                          |